# Оконджо-Ивеала, Нгози
Нгози Оконджо-Ивеала (род. 13 июня 1954, Огваши-Уку, Дельта) — нигерийско-американский экономист и эксперт по международному развитию. Входит в советы директоров Standard Chartered Bank, Twitter, Глобального альянса по вакцинам и иммунизации (ГАВИ) и Африканского агентства по рискам (ARC). 5 февраля 2021 года правительство США одобрило кандидатуру Оконджо на должность генерального директора Всемирной торговой организации.
Оконджо-Ивеала 25 лет проработала во Всемирном банке в качестве экономиста по вопросам развития, поднявшись до должности управляющего директора по операциям (2007—2011). Она также два срока занимала пост министра финансов Нигерии (2003—2006, 2011—2015) при президенте Олусегуне Обасанджо и президенте Гудлаке Джонатане соответственно.
15 февраля 2021 года утверждена руководителем ВТО. Вступила в должность 1 марта.

## Признание
Нгози включена в Зал славы Национального центра развития женщин Нигерии.